# Settimo Rottaro
Settimo Rottaro je italská obec v provincii Torino v oblasti Piemont.
Žije zde 470 obyvatel.

## Sousední obce
Azeglio, Borgo d'Ale, Caravino, Cossano Canavese, Alice Castello